# Cyprotides
Cyprotides is een geslacht van vlinders uit de familie van de Lycaenidae, uit de onderfamilie van de Theclinae. De wetenschappelijke naam en de beschrijving van dit geslacht werden voor het eerst in 1963 gepubliceerd door Gerald Edward Tite. 
Dit geslacht is monotypisch, dat wil zeggen dat het maar één soort heeft namelijk Cyprotides cyprotus (Olliff, 1886) uit Australië.